# Vern Hanaray
Vernon John "Vern" Hanaray (14 de agosto de 1951) é um ex-ciclista de estrada neozelandês, que representou Nova Zelândia competindo na prova de estrada nos Jogos Olímpicos de Verão de 1972 e 1976. Competiu nos Jogos da Comunidade Britânica de 1974 e 1978. Hanaray venceu a edição de 1974 do Archer Grand Prix.